# Machimus incisuralis
Machimus incisuralis là một loài ruồi trong họ Asilidae. Machimus incisuralis được Bromley miêu tả năm 1935. Loài này phân bố ở miền Ấn Độ - Mã Lai.